# 宗琦
宗琦，男，（1962年10月—），工学 博士，教授，硕士生、博士生导师，安徽淮北人。安徽省“十五”高校首批中青年学科带头人培养对象，中国工程爆破协会理事，中国煤炭学会爆破专业委员会委员，安徽省工程爆破协会理事，国家公安部注册爆破工程师，《工程爆破》、《爆破》杂志编委，主要从事矿山建设工程、岩土工程、爆破工程的教学和科研工作。主持省部级科研项目4项，出版学术专著2部，发表论文70余篇。